# 悟空
悟空（ごくう、731年 - 812年）は、中国唐代の仏教の僧侶。後の通俗小説『西遊記』の主要登場人物・孫悟空の名前の元になったと言われる。

## 生涯
俗名は「車 奉朝」。京兆雲陽（陝西省涇陽県）の出身で、南北朝時代の北魏の皇室拓跋氏の後裔という。もともとは唐朝に仕える官吏で、天宝10載（751年）玄宗皇帝の国使として天竺（インド）の罽賓国（カシミール、迦湿密）に派遣された張韜光に随行。同12載（753年）2月、ガンダーラ（乾陀羅国）に到着するが、現地で病を得て、使節一行と別れインドに留まった。ほどなく出家して「ダルマダーツ」（達摩駄都、Dharmadhatu）と称する（漢訳では「法界」）。その後数十年間インド各地の寺院を巡って仏典を蒐集した。
故国へ帰ることを決意し、ウイグル帝国統治下のホータン（于闐国）・クチャ（亀茲国）などを経由、各地で持参の仏典の漢訳を依頼。ついに貞元5年（789年）9月、約40年ぶりに帰国を果たした。翌年、徳宗皇帝に拝謁し、仏典・仏舎利等を奉呈。勅命により正式に得度し、「悟空」の名を賜った。長安章敬寺の住持となり、仏典漢訳に従事し、徳宗の崇敬を受けたという。
悟空の天竺への往復に関する旅程・経由地の図録は『悟空入竺記』としてまとめられた。また『宋高僧伝』の巻3に「唐上都章敬寺悟空伝」として伝記が載せられている。『西遊記』のストーリーの元になった三蔵法師（玄奘三蔵）の行跡と比較して、玄宗皇帝時代に西域経由でインドまで赴いたこと、仏教の経典を唐に持ち帰ったこと、旅の途中の地誌を旅行記として残した（『大唐西域記』）ことなどが共通する。そのため『西遊記』物語における、「西天取経」の旅をする三蔵法師の従者・孫行者の名前として、同様の西天取経僧である「悟空」の名が与えられたのではないかとする説がある（詳細は西遊記の成立史を参照）。